# Wichtrach
Wichtrach (toponimo tedesco) è un comune svizzero di 4 318 abitanti del Canton Berna, nella regione di Berna-Altipiano svizzero (circondario di Berna-Altipiano svizzero).

## Storia
Il comune di Wichtrach è stato istituito il 1º gennaio 2004 con la fusione dei comuni soppressi di Niederwichtrach e Oberwichtrach.

## Geografia antropica

### Frazioni e quartieri
- Niederwichtrach[2]
  - Fuhren
- Oberwichtrach[3]
  - Niederwil
  - Oberwil
  - Station
  - Stockeren

## Infrastrutture e trasporti

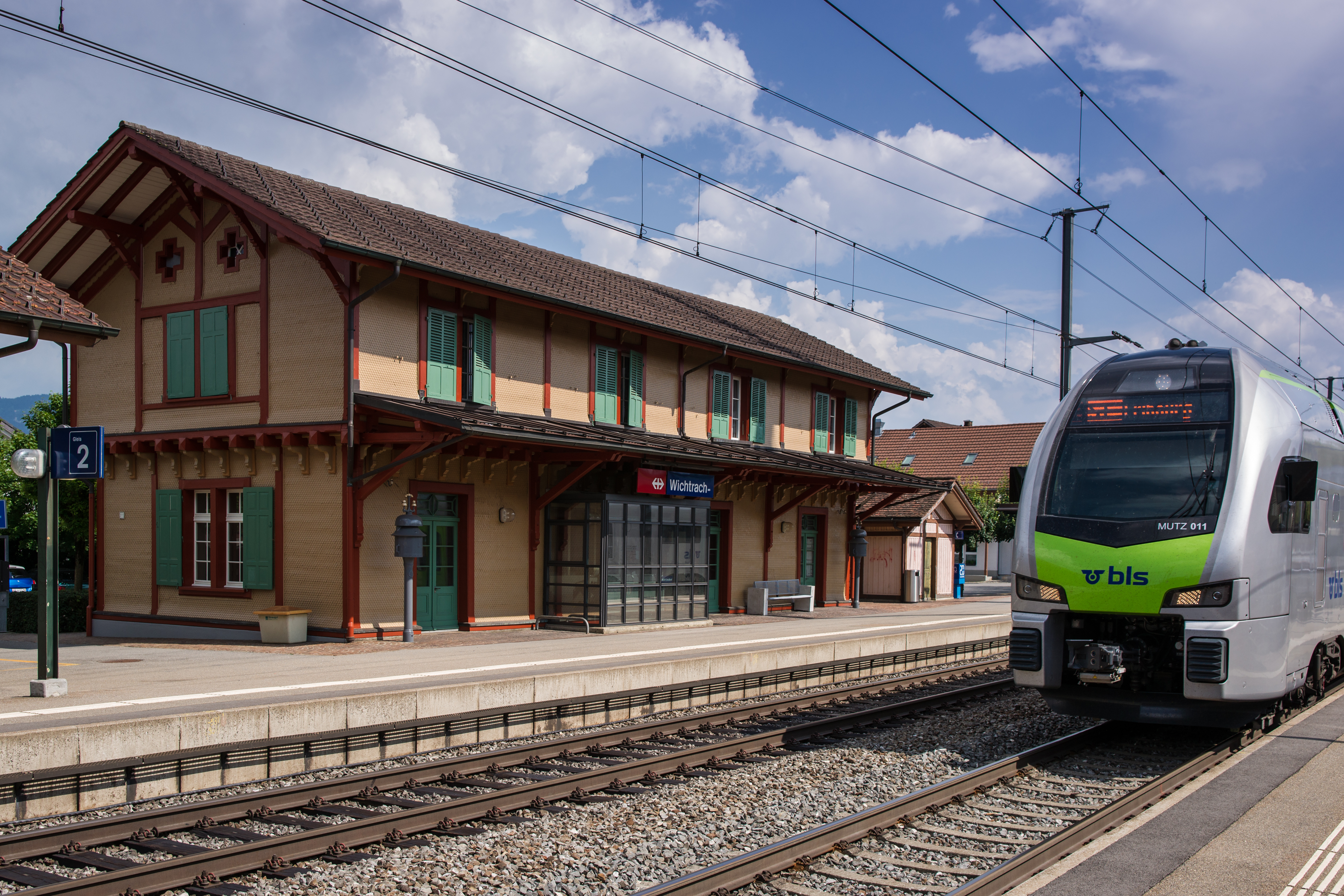
La stazione di Wichtrach

Wichtrach è servito dall'omonima stazione sulla ferrovia Berna-Thun.